# Saint-Hilaire-Peyroux
Saint-Hilaire-Peyroux è un comune francese di 905 abitanti situato nel dipartimento della Corrèze nella regione della Nuova Aquitania.

## Società

### Evoluzione demografica
Abitanti censiti